# Commiphora gariepensis
Commiphora gariepensis là một loài thực vật có hoa trong họ Burseraceae. Loài này được Swanepoel mô tả khoa học đầu tiên năm 2006.